# Zdeňka Počtová
Zdeňka Počtová (* 27. April 1938 in Hradec Králové als Zdeňka Hradilová; † 26. Januar 2023) war eine tschechoslowakische Kanutin.

## Karriere
Zdeňka Počtová startete bei den Olympischen Sommerspielen 1964 in Tokio in der Regatta mit dem K-1 über 500 m. Nachdem sie im Vorlauf nur knapp den direkten Finaleinzug verpasst hatte, schied sie im Hoffnungslauf als Vorletzte aus.
Počtová war mehrfache tschechoslowakische Meisterin im Einer- und Zweier-Kajak.
Ihr Bruder war der Kanute Karel Hradil. Počtová hatte zwei Söhne.